# صموئيل أغسطس روجرز
صموئيل أغسطس روجرز هو سياسي كندي، ولد في 1840 في جزيرة أيرلندا في المملكة المتحدة، وتوفي في 4 يونيو 1911 في كندا.